# Вэнъюань
Вэнъюа́нь (кит. упр. 翁源, пиньинь Wēngyuán) — уезд городского округа Шаогуань провинции Гуандун (КНР).

## История
Впервые уезд Вэнъюань был создан в эпоху Южных и северных династий в 554 году, когда эти земли находились в составе южной империи Лян, но уже в 560 году, после покорения империи Лян империей Чэнь, он был упразднён.
Вновь уезд Вэнъюань был создан во времена монгольской империи Юань в 1301 году.
В 1950 году был образован Специальный район Бэйцзян (北江专区), и уезд вошёл в его состав. В 1952 году Специальный район Бэйцзян был расформирован, и был образован Административный район Юэбэй (粤北行政区). В конце 1955 года было принято решение о расформировании Административного района Юэбэй, и в 1956 году был создан Специальный район Шаогуань (韶关专区). В декабре 1958 года к уезду Вэнъюань был присоединён уезд Синьфэн,  но уже в ноябре 1959 года он был вновь выделен в отдельный уезд. В 1970 году Специальный район Шаогуань был переименован в Округ Шаогуань (韶关地区). В 1983 году округ Шаогуань был преобразован в городской округ.

## Административное деление
Уезд делится на 7 посёлков.